# الألعاب على لينكس

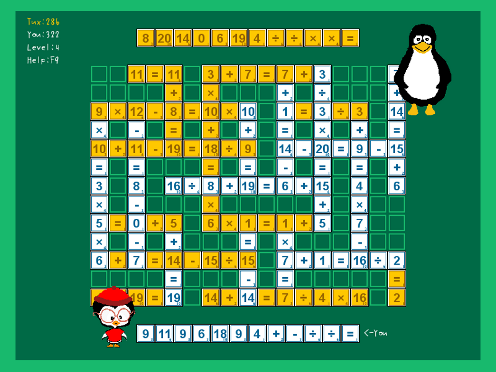
لقطة للعبة تكس ماث سكربل

بدأت منصة لينيكس إلى حد كبير كامتداد لمشهد ألعاب يونكس الحالي، حيث يتشارك كلا النظامين في العديد من العناوين المتشابهة. كانت هذه الألعاب إما أصلية أو مستنسخة من ألعاب المنافسة والمغامرات النصية. ومن الأمثلة البارزة على ذلك ما يسمى بـ «ألعاب بي إس دي»، وهي مجموعة من الروايات التفاعلية وعناوين وضع نصوص أخرى. كما أدت منهجيات البرامج المجانية والمصادر المفتوحة التي أدت إلى تطوير نظام التشغيل بشكل عام إلى إنشاء العديد من الألعاب المجانية المبكرة. تضمنت العناوين المبكرة الشهيرة NetHack و Netrek و XBill و XEvil و xbattle و Xconq و XPilot . مع نمو نظام التشغيل نفسه وتوسعه، ازداد حجم الألعاب المجانية ومفتوحة المصدر أيضًا من حيث الحجم والتعقيد. 

## تاريخ

### 1990-1998
يعود الفضل على نطاق واسع إلى بداية لينيكس كمنصة ألعاب لألعاب الفيديو التجارية في عام 1994 عندما نقل ديف دي تايلور لعبة دوم إلى لينيكس، بالإضافة إلى العديد من الأنظمة الأخرى، خلال أوقات فراغه. من هناك، سيساعد أيضًا في العثور على استوديو التطوير كراك دوت كوم، الذي أصدر لعبة الفيديو أبيوز ، حتى أن منفذ لينيكس الخاص باللعبة تم نشره بواسطة بائع  إد سوفتوير، المطورون الأصليون لـ دوم، واصلوا أيضًا إصدار منتجاتهم لنظام لينيكس. تم نقل لعبتهم كوايك إلى لينيكس في عام 1996، مرة أخرى بواسطة ديف دي تايلور الذي كان يعمل في أوقات فراغه. استمرت منتجات الهوية اللاحقة في الاستعانة بخدمات ديفيد كيرش وتيموث بيسيت، وهي ممارسة استمرت حتى استحواذ زيني ماكس ميديا على الاستوديو في عام 2009. في عام 1991، تعاقدت دي أم يو مع دون هوبكينس لنقل سيم سيتي إلى يونكس، والذي نقله لاحقًا إلى لينيكس وأطلق في النهاية كمصدر مفتوح لجهاز OLPC XO Laptop. تضمنت ألعاب لينيكس التجارية المبكرة الأخرى لعبة مكتب تحقيق هوبكنس الفيدرالي ، وهي لعبة مغامرات تم إصدارها في عام 1998 بواسطة ام بي انترتينمينت،  و عوالم داخلية في عام 1996، والتي تم إصدارها وتطويرها على لينيكس. في عام 1998، قام اثنان من المبرمجين من أورجن سيستمز بنقل ألتيما أون لاين إلى لينيكس. بدأ موقع على شبكة الإنترنت يسمى لينيكس قيم توم في فهرسة الألعاب التي تم إنشاؤها أو نقلها إلى لينيكس في عام 1995.

### 1998-2002
في 9 نوفمبر 1998، تأسست شركة برمجيات جديدة تسمى برمجيات لوكي من قبل سكوت دريكير، وهو محام سابق أصبح مهتمًا بنقل الألعاب إلى لينيكس بعد تقديمه إلى النظام من خلال عمله كمحامي ترخيص برمجيات. لوكي، على الرغم من فشله التجاري، يُنسب إليه ولادة صناعة ألعاب لينيكس الحديثة. طور لوكي العديد من أدوات البرامج المجانية، مثل مثبت لوكي (المعروف أيضًا باسم الإعداد الخاص ب لوكي)،  ودعم تطوير إس دي ال، بالإضافة إلى بدء مشروع مكتبة الصوت مكتبة الصوت المفتوحه. لا يزال يُنسب إليها غالبًا على أنها حجر الزاوية في تطوير ألعاب لينيكس. كانوا مسؤولين أيضًا عن جلب تسعة عشر لعبة رفيعة المستوى إلى المنصة قبل إغلاقها في عام 2002. اجتذب نجاح لوكي الأولي أيضًا شركات أخرى للاستثمار في سوق ألعاب لينيكس، مثل Tribsoft و Hyperion Entertainment و Macmillan Digital Publishing USA و Titan Computer وXatrix Entertainment و Philos Laboratories وVicarious Visions . خلال هذا الوقت، أسس مايكل سيمز توكس للإلعاب، أحد تجار التجزئة لألعاب لينيكس عبر الإنترنت.